# 石岛
石岛，是西沙群島宣德群岛的一部分，与永兴岛同位于一个礁盘，位于礁盘东北，有约800米的人工石堤与永兴岛相连，面积为80,000平方米，海拔高达15.9米，是西沙群岛最高点。石岛是西沙群岛唯一的一座岩石岛，岛上大部岩石裸露，故名。又称“小巴岛 ”“老龙头”。中国渔民俗称“小猫注”。
岛上有中国主权碑以及“西沙老龙头”石碑一座。石岛上有一片老兵林，是守护石岛的官兵们离开时植上的。石岛由中国人民解放军海军驻守。
2014年中国政府的填海作业使得石岛与永兴岛通过宽阔的陆地（而不仅仅是石堤）直接连接，成为新永兴岛的一部分，因而石岛将成为一个地域名称而不再是一个岛屿名称。